# Copa Aerosur
La Copa Aerosur (Coppa della Bolivia) è una competizione ad eliminazione diretta sponsorizzata dalla AeroSur Airlane. Al torneo partecipano sei squadre di La Paz, Cochabamba e Santa Cruz. Funge da coppa nazionale.
Nel 2009 è stata creata la Copa Aerosur del Sur alla quale partecipano sei squadre del sud della Bolivia.
Nel 2012 la realizzazione di entrambe le competizioni è stata bloccata per i problemi economici attraversati dalla AeroSur Airlane.

## Albo d'oro

### Copa Aerosur
| Stagione | Campione          | Finalista         |                   |
| -------- | ----------------- | ----------------- | ----------------- |
| 2003     | Oriente Petrolero | Wilstermann       |                   |
| 2004     | Wilstermann       | Aurora            |                   |
| 2005     | Oriente Petrolero | Bolívar           |                   |
| 2006     | Blooming          | The Strongest     |                   |
| 2007     | The Strongest     | Oriente Petrolero |                   |
| 2008     | Blooming          | Wilstermann       |                   |
| 2009     | Bolívar           | Wilstermann       |                   |
| 2010     | Bolívar           | Wilstermann       |                   |
| 2011     | Wilstermann       | Aurora            |                   |
| 2012     | Torneo cancellato | Torneo cancellato | Torneo cancellato |

### Copa Aerosur del Sur
| Stagione | Campione          | Finalista         |                   |
| -------- | ----------------- | ----------------- | ----------------- |
| 2009     | San José          | Real Potosí       |                   |
| 2010     | Guabirá           | Real Potosí       |                   |
| 2011     | Univ. Sucre       | Real Potosí       |                   |
| 2012     | Torneo cancellato | Torneo cancellato | Torneo cancellato |